# Khudaganj
Khudaganj è una suddivisione dell'India, classificata come nagar panchayat, di 11.844 abitanti, situata nel distretto di Shahjahanpur, nello stato federato dell'Uttar Pradesh. 